# Campeonato Uruguayo de Segunda División 2019
El Campeonato Uruguayo 2019 Carlos D'Avanzo fue el 78.º torneo de Segunda División Profesional del fútbol uruguayo organizado por la AUF, correspondiente al año 2019. Ascendieron al Campeonato Uruguayo 2020 los clubes de Torque, Deportivo Maldonado y Rentistas.

## Sistema
El formato de disputa todos contra todos en dos ruedas de 22 etapas que tendrán los 12 clubes participantes durante la temporada, iniciada el sábado 4 de mayo. Se contabilizará una única tabla de posiciones (Anual) y ascenderán tres clubes.
La AUF propuso que ascendieran los tres primeros equipos, tal como ocurrió en la temporada 2018, pero Bella Vista solicitó que se votara que subieran los dos primeros, y se realizara unos play offs entre el tercero y el sexto lugar, para determinar el último ascenso. Esta última postura fue la que salió votada.
A su vez, habrá dos descensos a la Primera División Amateur que serán para los dos clubes que finalicen en la penúltima y última posición de la Tabla del Descenso. El segundo descenso estará ocupado por El Tanque Sisley, quien hubiera sido el 13° equipo en competir pero no lo hizo por deudas.

## Participantes

### Relevos
| Club             | Descendido como                              |
| ---------------- | -------------------------------------------- |
| Torque           | 14° Tabla del descenso Primera División 2018 |
| Atenas           | 15° Tabla del descenso Primera División 2018 |
| El Tanque Sisley | 16° Tabla del descenso Primera División 2018 |

| Club        | Ascendido como                  |
| ----------- | ------------------------------- |
| Bella Vista | Campeón Segunda B Nacional 2018 |

| Club          | Ascendido como                   |
| ------------- | -------------------------------- |
| Cerro Largo   | Campeón Segunda División 2018    |
| Juventud      | Subcampeón Segunda División 2018 |
| Plaza Colonia | 3° Segunda División 2018         |

| Club             | Descendido como                              |
| ---------------- | -------------------------------------------- |
| Miramar Misiones | 13° Tabla del descenso Segunda División 2018 |
| Oriental         | 14° Tabla del descenso Segunda División 2018 |

### Información de equipos
Datos hasta antes del inicio del torneo. Todos los datos estadísticos corresponden únicamente a los Campeonatos Uruguayos organizados por la Asociación Uruguaya de Fútbol. Las fechas de fundación de los equipos son las declaradas por los propios clubes implicados.
| Equipo              | Ciudad     | Estadio                         | Capacidad | Fundación               | Temporadas | Temp. Consecutivas | Títulos | Subtítulos | 2018 |
| ------------------- | ---------- | ------------------------------- | --------- | ----------------------- | ---------- | ------------------ | ------- | ---------- | ---- |
| Albion              | Montevideo | Dr. Enrique Falco Lichtemberger | 2.000     | 1 de junio de 1891      | ?          | ?                  | —       | ?          | ?    |
| Atenas              | San Carlos | Ateniense                       | 6.000     | 1 de mayo de 1928       | ?          | ?                  | —       | ?          | ?    |
| Bella Vista         | Montevideo | José Nasazzi                    | 5.002     | 4 de octubre de 1920    | ?          | ?                  | 5       | ?          | ?    |
| Central Español     | Montevideo | Parque Palermo                  | 6.500     | 5 de enero de 1905      | ?          | ?                  | 3       | ?          | ?    |
| Cerrito             | Montevideo | Parque Maracaná                 | 8.000     | 28 de octubre de 1929   | ?          | ?                  | 1       | ?          | ?    |
| Deportivo Maldonado | Maldonado  | Domingo Burgueño Miguel         | 25.000    | 25 de agosto de 1928    | ?          | ?                  | —       | ?          | ?    |
| Rentistas           | Montevideo | Complejo Rentistas              | 10.600    | 26 de marzo de 1933     | ?          | ?                  | 4       | ?          | ?    |
| Sud América         | Montevideo | Parque Carlos Ángel Fossa       | 6.000     | 15 de febrero de 1914   | ?          | ?                  | 7       | ?          | ?    |
| Tacuarembó          | Tacuarembó | Raúl Goyenola                   | 8.000     | 11 de noviembre de 1998 | ?          | ?                  | 1       | ?          | ?    |
| Torque              | Montevideo | Centenario                      | 65.235    | 26 de diciembre de 2007 | ?          | ?                  | 1       | ?          | ?    |
| Villa Española      | Montevideo | Obdulio Varela                  | 8.000     | 18 de agosto de 1940    | ?          | ?                  | 1       | ?          | ?    |
| Villa Teresa        | Montevideo | Parque Abraham Paladino         | 5.400     | 1 de junio de 1941      | ?          | ?                  | —       | ?          | ?    |

## Clasificación
|                                              | Pos. | Equipos             | PJ | PG | PE | PP | GF | GC | Dif. | Puntos |
| -------------------------------------------- | ---- | ------------------- | -- | -- | -- | -- | -- | -- | ---- | ------ |
| Campeón Uruguayo de Segunda División 2018    | 1°   | Torque              | 22 | 12 | 7  | 3  | 28 | 14 | +14  | 43     |
|                                              | 2°   | Deportivo Maldonado | 22 | 12 | 4  | 6  | 30 | 20 | +10  | 40     |
|                                              | 3°   | Rentistas           | 22 | 11 | 6  | 5  | 28 | 19 | +9   | 39     |
|                                              | 4°   | Villa Española      | 22 | 10 | 6  | 6  | 30 | 25 | +5   | 36     |
|                                              | 5°   | Cerrito             | 22 | 8  | 6  | 8  | 26 | 23 | +3   | 30     |
|                                              | 6°   | Sud América         | 22 | 8  | 6  | 8  | 16 | 17 | -1   | 30     |
|                                              | 7°   | Atenas              | 22 | 8  | 5  | 9  | 30 | 27 | -3   | 29     |
|                                              | 8°   | Villa Teresa        | 22 | 8  | 4  | 10 | 24 | 27 | -3   | 28     |
|                                              | 9°   | Albion              | 22 | 7  | 6  | 9  | 21 | 28 | -7   | 27     |
|                                              | 10°  | Central Español     | 22 | 6  | 6  | 10 | 18 | 25 | -7   | 24     |
|                                              | 11°  | Bella Vista         | 22 | 6  | 2  | 14 | 23 | 40 | -17  | 20     |
|                                              | 12°  | Tacuarembó          | 22 | 5  | 4  | 13 | 19 | 28 | -9   | 19     |
| Última actualización: 3 de noviembre de 2019 |      |                     |    |    |    |    |    |    |      |        |

|  | Campeón. Asciende a Campeonato Uruguayo de Primera División 2020. |
|  | Asciende a Campeonato Uruguayo de Primera División 2020.          |
|  | Clasificados a los playoffs por el tercer ascenso                 |

## Fixture
- Primer gol del torneo: Anotado por Luis Machado a los 19 minutos (Deportivo Maldonado vs. Bella Vista) el 4 de mayo de 2019, en el Estadio José Nasazzi.

#### Primera Rueda
Fuente: 
| Bella Vista     | 0:3 | Deportivo Maldonado | José Nasazzi    | 4 de mayo | 15:30 |
| Cerrito         | 0:1 | Villa Teresa        | Parque Maracaná | 4 de mayo | 15:30 |
| Torque          | 2:0 | Albion              | Parque Viera    | 4 de mayo | 15:30 |
| Tacuarembó      | 2:2 | Atenas              | Raúl Goyenola   | 4 de mayo | 15:30 |
| Central Español | 0:1 | Rentistas           | Parque Palermo  | 5 de mayo | 15:30 |
| Villa Española  | 0:0 | Sud América         | Obdulio Varela  | 7 de mayo | 15:30 |

| Villa Teresa        | 0:2 | Villa Española  | José Nasazzi                | 11 de mayo | 10:05 |
| Albion              | 1:0 | Bella Vista     | María Mincheff de Lazaroff  | 11 de mayo | 10:05 |
| Rentistas           | 1:0 | Cerrito         | Complejo Rentistas          | 11 de mayo | 10:05 |
| Sud América         | 1:0 | Tacuarembó      | Parque Capurro              | 11 de mayo | 10:05 |
| Atenas              | 1:1 | Torque          | Ateniense                   | 11 de mayo | 15:30 |
| Deportivo Maldonado | 1:0 | Central Español | Estadio Julio Cesar Abbadie | 11 de mayo | 15:30 |

| Torque              | 1:1 | Sud América  | Parque Viera                | 17 de mayo | 19:30 |
| Central Español     | 0:1 | Cerrito      | Parque Palermo              | 18 de mayo | 10:05 |
| Deportivo Maldonado | 0:0 | Albion       | Estadio Julio Cesar Abbadie | 18 de mayo | 15:00 |
| Bella Vista         | 2:4 | Atenas       | José Nasazzi                | 18 de mayo | 15:00 |
| Villa Española      | 2:2 | Rentistas    | Obdulio Varela              | 19 de mayo | 15:00 |
| Tacuarembó          | 1:2 | Villa Teresa | Raúl Goyenola               | 19 de mayo | 15:00 |

| Villa Teresa | 1:0 | Torque              | José Nasazzi               | 25 de mayo | 10:05 |
| Albion       | 3:1 | Central Español     | María Mincheff de Lazaroff | 25 de mayo | 15:00 |
| Rentistas    | 2:1 | Tacuarembó          | Complejo Rentistas         | 25 de mayo | 15:00 |
| Sud América  | 2:1 | Bella Vista         | Parque Capurro             | 25 de mayo | 15:00 |
| Cerrito      | 1:1 | Villa Española      | Parque Maracaná            | 25 de mayo | 15:00 |
| Atenas       | 0:1 | Deportivo Maldonado | Ateniense                  | 26 de mayo | 15:00 |

| Torque              | 1:1 | Rentistas      | Centenario              | 1° de junio | 10:05 |
| Central Español     | 0:3 | Villa Española | Parque Palermo          | 1° de junio | 15:00 |
| Deportivo Maldonado | 2:0 | Sud América    | Domingo Burgueño Miguel | 1° de junio | 15:00 |
| Albion              | 1:3 | Atenas         | José Nasazzi            | 1° de junio | 15:00 |
| Bella Vista         | 2:2 | Villa Teresa   | José Nasazzi            | 2 de junio  | 15:00 |
| Tacuarembó          | 2:0 | Cerrito        | Raúl Goyenola           | 2 de junio  | 15:00 |

| Villa Española | 0:1 | Tacuarembó          | Obdulio Varela     | 8 de junio | 15:00 |
| Atenas         | 3:2 | Central Español     | Ateniense          | 8 de junio | 15:00 |
| Rentistas      | 2:0 | Bella Vista         | Complejo Rentistas | 8 de junio | 15:00 |
| Sud América    | 0:1 | Albion              | Parque Artigas     | 8 de junio | 15:00 |
| Cerrito        | 1:2 | Torque              | Parque Maracaná    | 8 de junio | 15:00 |
| Villa Teresa   | 1:2 | Deportivo Maldonado | José Nasazzi       | 9 de junio | 15:00 |

| Torque              | 3:1 | Villa Española | Centenario              | 20 de junio | 15:00 |
| Deportivo Maldonado | 1:0 | Rentistas      | Domingo Burgueño Miguel | 22 de junio | 11:00 |
| Albion              | 0:4 | Villa Teresa   | Abraham Paladino        | 22 de junio | 15:00 |
| Bella Vista         | 0:1 | Cerrito        | José Nasazzi            | 22 de junio | 15:00 |
| Central Español     | 1:0 | Tacuarembó     | Parque Palermo          | 22 de junio | 15:00 |
| Atenas              | 2:0 | Sud América    | Domingo Burgueño Miguel | 22 de junio | 16:00 |

| Villa Teresa   | 0:1 | Atenas              | José Nasazzi       | 2 de julio | 15:00 |
| Villa Española | 1:3 | Bella Vista         | Obdulio Varela     | 2 de julio | 15:00 |
| Rentistas      | 2:0 | Albion              | Complejo Rentistas | 2 de julio | 15:00 |
| Sud América    | 1:0 | Central Español     | Abraham Paladino   | 2 de julio | 15:00 |
| Tacuarembó     | 0:1 | Torque              | Raúl Goyenola      | 2 de julio | 15:00 |
| Cerrito        | 2:1 | Deportivo Maldonado | Parque Maracaná    | 2 de julio | 15:00 |

| Sud América         | 0:1 | Villa Teresa   | Abraham Paladino   | 6 de julio | 10:05 |
| Deportivo Maldonado | 1:1 | Villa Española | Burgueño Miguel    | 6 de julio | 15:00 |
| Atenas              | 1:2 | Rentistas      | Ateniense          | 6 de julio | 15:00 |
| Bella Vista         | 1:1 | Tacuarembó     | José Nasazzi       | 6 de julio | 15:00 |
| Albion              | 2:2 | Cerrito        | Complejo Rentistas | 7 de julio | 15:00 |
| Central Español     | 0:0 | Torque         | Parque Palermo     | 7 de julio | 15:00 |

| Villa Teresa   | 1:1 | Central Español     | Abraham Paladino   | 13 de julio | 10:05 |
| Rentistas      | 1:2 | Sud América         | Complejo Rentistas | 13 de julio | 15:00 |
| Cerrito        | 2:0 | Atenas              | Parque Maracaná    | 13 de julio | 15:00 |
| Tacuarembó     | 0:0 | Deportivo Maldonado | Raúl Goyenola      | 13 de julio | 15:00 |
| Villa Española | 1:0 | Albion              | Obdulio Varela     | 13 de julio | 15:00 |
| Torque         | 1:0 | Bella Vista         | Complejo Rentistas | 14 de julio | 15:00 |

| Villa Teresa        | 1:2 | Rentistas      | Abraham Paladino        | 20 de julio | 10:05 |
| Central Español     | 1:2 | Bella Vista    | Parque Palermo          | 20 de julio | 15:00 |
| Albion              | 3:1 | Tacuarembó     | Complejo Rentistas      | 20 de julio | 15:00 |
| Deportivo Maldonado | 2:0 | Torque         | Domingo Burgueño Miguel | 20 de julio | 15:00 |
| Sud América         | 0:2 | Cerrito        | Parque Capurro          | 21 de julio | 15:00 |
| Atenas              | 0:1 | Villa Española | Domingo Burgueño Miguel | 21 de julio | 15:00 |

#### Segunda Rueda
| Rentistas           | 2:0 | Central Español | Complejo Rentistas      | 10 de agosto | 10:05 |
| Atenas              | 1:2 | Tacuarembó      | Ateniense               | 10 de agosto | 11:00 |
| Sud América         | 0:1 | Villa Española  | Parque Capurro          | 10 de agosto | 15:00 |
| Villa Teresa        | 2:2 | Cerrito         | Parque Saroldi          | 10 de agosto | 15:00 |
| Deportivo Maldonado | 2:3 | Bella Vista     | Domingo Burgueño Miguel | 11 de agosto | 15:00 |
| Albion              | 1:4 | Torque          | Olímpico                | 11 de agosto | 15:00 |

| Bella Vista     | 1:2 | Albion              | José Nasazzi    | 18 de agosto | 15:00 |
| Tacuarembó      | 0:2 | Sud América         | Raúl Goyenola   | 18 de agosto | 15:00 |
| Torque          | 2:1 | Atenas              | Centenario      | 20 de agosto | 15:00 |
| Central Español | 0:1 | Deportivo Maldonado | Parque Palermo  | 20 de agosto | 15:00 |
| Villa Española  | 1:0 | Villa Teresa        | Obdulio Varela  | 20 de agosto | 15:00 |
| Cerrito         | 1:1 | Rentistas           | Parque Maracaná | 20 de agosto | 15:00 |

| Atenas       | 3:0 | Bella Vista         | Ateniense          | 23 de agosto | 19:00 |
| Rentistas    | 1:1 | Villa Española      | Complejo Rentistas | 24 de agosto | 10:05 |
| Albion       | 1:2 | Deportivo Maldonado | Olímpico           | 24 de agosto | 15:00 |
| Sud América  | 0:0 | Torque              | Obdulio Varela     | 24 de agosto | 15:00 |
| Cerrito      | 2:2 | Central Español     | Parque Maracaná    | 24 de agosto | 15:00 |
| Villa Teresa | 2:0 | Tacuarembó          | José Nasazzi       | 24 de agosto | 15:00 |

| Deportivo Maldonado | 1:3 | Atenas       | Domingo Burgueño Miguel | 31 de agosto |  |
| Central Español     | 0:0 | Albion       | Parque Palermo          | 31 de agosto |  |
| Bella Vista         | 0:1 | Sud América  | José Nasazzi            | 31 de agosto |  |
| Torque              | 2:0 | Villa Teresa | Centenario              | 31 de agosto |  |
| Villa Española      | 3:2 | Cerrito      | Obdulio Varela          | 31 de agosto |  |
| Tacuarembó          | 0:2 | Rentistas    | Raúl Goyenola           | 31 de agosto |  |

| Rentistas      | 0:1 | Torque              | Complejo Rentistas | 7 de septiembre |  |
| Villa Española | 1:1 | Central Español     | Obdulio Varela     | 7 de septiembre |  |
| Atenas         | 1:1 | Albion              | Ateniense          | 7 de septiembre |  |
| Cerrito        | 1:0 | Tacuarembó          | Parque Maracaná    | 7 de septiembre |  |
| Villa Teresa   | 1:4 | Bella Vista         | José Nasazzi       | 8 de septiembre |  |
| Sud América    | 2:0 | Deportivo Maldonado | Obdulio Varela     | 8 de septiembre |  |

| Torque              | 1:1 | Cerrito        | Centenario              | 14 de septiembre |  |
| Albion              | 0:0 | Sud América    | Olímpico                | 14 de septiembre |  |
| Bella Vista         | 1:0 | Rentistas      | José Nasazzi            | 15 de septiembre |  |
| Central Español     | 1:0 | Atenas         | Parque Palermo          | 15 de septiembre |  |
| Tacuarembó          | 1:2 | Villa Española | Raúl Goyenola           | 15 de septiembre |  |
| Deportivo Maldonado | 2:0 | Villa Teresa   | Domingo Burgueño Miguel | 15 de septiembre |  |

| Villa Española | 0:1 | Torque              | Obdulio Varela     | 21 de septiembre |  |
| Rentistas      | 1:0 | Deportivo Maldonado | Complejo Rentistas | 21 de septiembre |  |
| Tacuarembó     | 1:1 | Central Español     | Raúl Goyenola      | 21 de septiembre |  |
| Villa Teresa   | 1:1 | Albion              | José Nasazzi       | 21 de septiembre |  |
| Sud América    | 0:0 | Atenas              | Obdulio Varela     | 22 de septiembre |  |
| Cerrito        | 2:0 | Bella Vista         | Parque Maracaná    | 22 de septiembre |  |

| Atenas              | 1:2 | Villa Teresa   | Ateniense               | 4 de octubre |  |
| Deportivo Maldonado | 1:0 | Cerrito        | Domingo Burgueño Miguel | 5 de octubre |  |
| Albion              | 2:0 | Rentistas      | Olímpico                | 5 de octubre |  |
| Central Español     | 2:1 | Sud América    | Parque Palermo          | 5 de octubre |  |
| Torque              | 1:0 | Tacuarembó     | Centenario              | 5 de octubre |  |
| Bella Vista         | 3:2 | Villa Española | José Nasazzi            | 5 de octubre |  |

| Tacuarembó     | 4:0 | Bella Vista         | Raúl Goyenola      | 12 de octubre |  |
| Rentistas      | 1:1 | Atenas              | Complejo Rentistas | 12 de octubre |  |
| Torque         | 1:2 | Central Español     | Centenario         | 15 de octubre |  |
| Villa Teresa   | 1:0 | Sud América         | José Nasazzi       | 15 de octubre |  |
| Villa Española | 4:3 | Deportivo Maldonado | Obdulio Varela     | 15 de octubre |  |
| Cerrito        | 1:2 | Albion              | Parque Maracaná    | 15 de octubre |  |

| Bella Vista         | 0:2 | Torque         | José Nasazzi            | 19 de octubre |  |
| Sud América         | 2:2 | Rentistas      | Obdulio Varela          | 19 de octubre |  |
| Deportivo Maldonado | 3:1 | Tacuarembó     | Domingo Burgueño Miguel | 19 de octubre |  |
| Albion              | 0:1 | Villa Española | Olímpico                | 19 de octubre |  |
| Central Español     | 1:0 | Villa Teresa   | Parque Palermo          | 19 de octubre |  |
| Atenas              | 0:2 | Cerrito        | Ateniense               | 19 de octubre |  |

| Bella Vista    | 0:2 | Central Español     | José Nasazzi       | 30 de octubre  |  |
| Tacuarembó     | 1:0 | Albion              | Raúl Goyenola      | 1 de noviembre |  |
| Rentistas      | 2:1 | Villa Teresa        | Complejo Rentistas | 3 de noviembre |  |
| Torque         | 1:1 | Deportivo Maldonado | Centenario         | 3 de noviembre |  |
| Cerrito        | 0:1 | Sud América         | Parque Maracaná    | 3 de noviembre |  |
| Villa Española | 1:2 | Atenas              | Obdulio Varela     | 3 de noviembre |  |

## Play-Offs
|  | Semifinales                 | Semifinales                 | Semifinales                 |   |           | Final                       | Final                       | Final                       |  |
|  | 9 y 16 de noviembre de 2019 | 9 y 16 de noviembre de 2019 | 9 y 16 de noviembre de 2019 |   |           | 7 y 14 de diciembre de 2019 | 7 y 14 de diciembre de 2019 | 7 y 14 de diciembre de 2019 |  |
|  |                             |                             |                             |   |           |                             |                             |                             |  |
|  |                             |                             |                             |   |           |                             |                             |                             |  |
|  | Rentistas                   | 0                           | 4                           |   |           |                             |                             |                             |  |
|  | Rentistas                   | 0                           | 4                           |   |           |                             |                             |                             |  |
|  | Sud América                 | 0                           | 0                           |   |           |                             |                             |                             |  |
|  | Sud América                 | 0                           | 0                           |   | Rentistas | 1                           | 2                           |                             |  |
|  |                             |                             |                             |   | Rentistas | 1                           | 2                           |                             |  |
|  |                             |                             | Villa Española              | 1 | 0         |                             |                             |                             |  |
|  | Villa Española              | 2                           | Villa Española              | 1 | 0         | 0                           |                             |                             |  |
|  | Villa Española              | 2                           |                             |   |           | 0                           |                             |                             |  |
|  | Cerrito                     | 0                           | 1                           |   |           |                             |                             |                             |  |
|  | Cerrito                     | 0                           | 1                           |   |           |                             |                             |                             |  |
|  |                             |                             |                             |   |           |                             |                             |                             |  |

## Permanencia
| Pos.                                         | Equipos             | PJ 2018               | PTS 2018              | PJ 2019               | PTS 2019              | Puntos                | Promedio              |
| -------------------------------------------- | ------------------- | --------------------- | --------------------- | --------------------- | --------------------- | --------------------- | --------------------- |
| 1°                                           | Torque              | -                     | -                     | 22                    | 43                    | 43                    | 1,954                 |
| 2°                                           | Deportivo Maldonado | 26                    | 35                    | 22                    | 40                    | 75                    | 1,562                 |
| 3°                                           | Cerrito             | 26                    | 37                    | 22                    | 30                    | 67                    | 1,395                 |
| 3°                                           | Rentistas           | 26                    | 28                    | 22                    | 39                    | 67                    | 1,395                 |
| 5º                                           | Sud América         | 26                    | 35                    | 22                    | 30                    | 65                    | 1,354                 |
| 5°                                           | Villa Española      | 26                    | 29                    | 22                    | 36                    | 65                    | 1,354                 |
| 7°                                           | Villa Teresa        | 26                    | 36                    | 22                    | 28                    | 64                    | 1,333                 |
| 8°                                           | Atenas              | -                     | -                     | 22                    | 29                    | 29                    | 1,318                 |
| 9°                                           | Central Español     | 26                    | 32                    | 22                    | 24                    | 56                    | 1,166                 |
| 10°                                          | Albion              | 26                    | 28                    | 22                    | 27                    | 55                    | 1,145                 |
| 11°                                          | Tacuarembó          | 26                    | 35                    | 22                    | 19                    | 54                    | 1,125                 |
| 12°                                          | Bella Vista         | -                     | -                     | 22                    | 20                    | 20                    | 0,909                 |
| 13°                                          | El Tanque Sisley    | Descendido por deudas | Descendido por deudas | Descendido por deudas | Descendido por deudas | Descendido por deudas | Descendido por deudas |
| Última actualización: 3 de noviembre de 2019 |                     |                       |                       |                       |                       |                       |                       |

|  | Descendieron a la Primera División Amateur 2020 |

## Premiaciones colectivas e individuales
La Segunda División Profesional realizó un evento de premiación el 19 de diciembre de 2019 en los salones del Campus de Maldonado, y los siguientes fueron los favorecidos:

###### Premiaciones Colectivas
| Campeón   | Torque                        |
| Ascensos  | Deportivo Maldonado Rentistas |
| Fair Play | Torque                        |

###### Premiaciones Individuales
| Goleador                 | Maximiliano Callorda (Rentistas) Jonathan Soto (Central Esp. / Villa Teresa) |
| Valla menos vencida      | Cristopher Fiermarín (Torque)                                                |
| Mejor futbolista         | Jonathan Candia (Villa Española)                                             |
| Mejor futbolista sub 21  | Cristian Olivera (Rentistas)                                                 |
| Entrenador del Año       | Pablo Marini (Torque)                                                        |
| "Futbolista de la gente" | César Pereyra (Dep. Maldonado)                                               |